# Gitagum
Gitagum est une localité de la province du Misamis oriental, aux Philippines. En 2015, elle compte 16 373 habitants.